# Omar Sy
Omar Sy (Trappes, 20 de gener de 1978) és un actor de cinema i humorista francès, conegut especialment a França com a part del duo, Omar i Fred (amb Fred Testot) i també pel seu paper a Intocable, escrita i dirigida per Olivier Nakache i Éric Toledano, que ha esdevingut la segona pel·lícula francesa més taquillera de la història. Ha rebut el Premi Cèsar al millor actor el 24 de febrer de 2012 pel seu paper a Intocable.

## Biografia
Fill d'un matrimoni d'origen maurità i senegalès. Va començar treballant durant els anys 1996 i 1997 a Radio Nova on va trobar al seu soci Fred Testot. Després a Canal+ (França), va treballar al costat de Jamel Debbouze, va participar en l'emissió de Le Cinéma de Jamel, i més tard va crear l'emissió Le Visiophon. Van continuar amb els esquetxos en la pantalla petita, i amb els espectacles: Je ne fais pas mon âge, Service après-vente des émissions, Omar et Fred: le spectacle.
Des de 2005, el programa Service après-vente des émissions és adaptat per Canal+ (França) en forma de petits esquetxos d'una durada total de 2 o 3 minuts. Sy també va doblar al personatge de Zip en la versió francesa del videojoc Tomb Raider Legend.
El 5 de juliol de 2007 es va casar a Le Tremblay-sur-Mauldre  amb Hélène, la mare dels seus 4 fills. El 2008 va aparèixer en el videoclip de Sinik, « Bienvenue chez les Bylkas».
També va posar la seva veu per al curtmetratge Logorama en 2009, ajunto el seu soci Fred Testot. El 2010 va participar en el preàmbul del DVD de l'espectacle de Florence Foresti Motherfucker, on encarnava a un taxista amb accent africà que recordava al personatge Doudou, de Service après-vente des émissions. El mateix any, va aparèixer en el videoclip de Zazie Être et avoir i en el videoclip de Diam's Peter Pan.
El 2011 va protagonitzar la pel·lícula Intouchables al costat de François Cluzet, on va encarnar a un jove dels suburbis, cuidador a domicili d'un ric tetraplègic. Aquesta pel·lícula va aconseguir un enorme èxit, amb més de 19 milions d'espectadors. Gràcies a aquest paper, Omar Sy es va convertir en la tercera personalitat preferida dels francesos, per darrere de Yannick Noah i Zinédine Zidane. Aquesta actuació li va permetre igualment aconseguir el Globe de Cristall al millor actor (concedit per la premsa francesa), premi al millor actor exaequo amb el seu company François Cluzet en el Festival Internacional de Cinema de Tòquio i el César al millor actor en la 37a edició dels César el 2012.

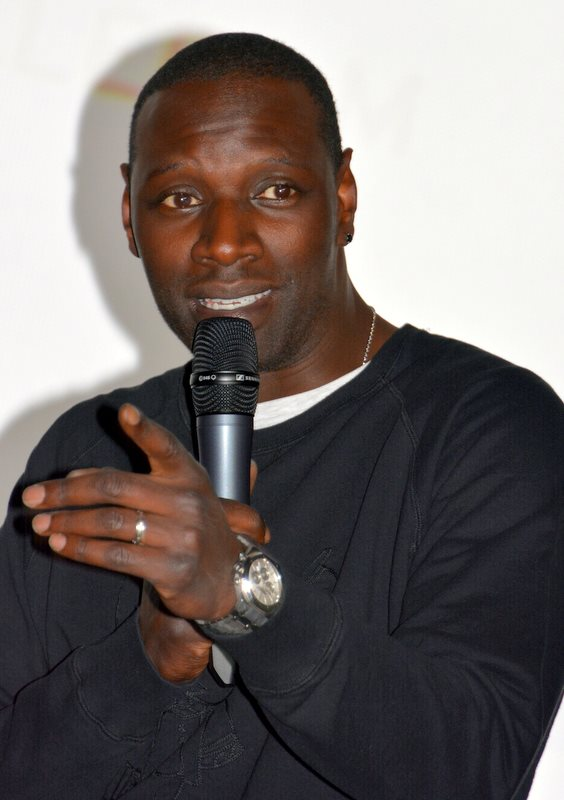
Omar Sy a l'estrena de Samba el 2014.

El 2012, Canal+ (França) va anunciar que Service après-vente des émissions no emetrà més programes a partir de setembre. Després d'això, Omar Sy es trasllada a Los Angeles.
El 30 de desembre de 2012, Omar és triat com la personalitat preferida dels francesos, segons la classificació establerta pel Journal du dimanche, superant a un altre actor, Gad Elmaleh. Yannick Noah, anteriorment en el cim de la classificació, va quedar aquesta vegada en 3a. posició.
El 2014, Omar Sy va aparèixer en el film X-Men: Days of the Future Past, on encarna al mutant Bishop.

## Filmografia
- Granturismo (2000)
- La Tour Montparnasse Infernale (2001)
- La Concierge est dans l'ascenseur (2001)
- Omar et Fred (2001) sèrie de televisió
- The Race (2002)
- Ces jours heureux (2002)
- L'embolat (Le Boulet) (2002)
- Samouraïs (2002)
- Si j'étais lui (2002) Telefilm
- La Beuze (2003)
- Coming-out (2004)
- Le Carton (2004)
- Les Multiples (2006) minisèrie de televisió (veu)
- Aquells dies feliços (Nos jours heureux) (2006)
- SAV des émissions (2006-....) sèrie de televisió
- Moot-Moot (2007) sèrie de televisió (veu)
- Garage Babes (2007)
- Seuls Two (2008)
- King Guillaume (2009)
- Envoyés très spéciaux (2009)
- Tellement proches (2009)
- Lascars (2009) veu
- Safari (2009)
- Micmacs (2009)
- La Loi de Murphy (2009)
- Arthur and the Revenge of Maltazard (2009) veu
- La Vraie vie d'Omar & Fred (2009) televisió
- Le Pas Petit Poucet (2010) Telefilm
- Allez raconte! (2010) veu
- Histoires de vies (2010) sèrie de televisió, 1 episodi
- Les Tuche (2011)
- Intocable (2011)
- Les Seigneurs d'Olivier Dahan (2012)
- Mais qui a retué Pamela Rose ? (2012)
- De l'autre côté du périph (2012)
- L'Écume des jours (2013)
- X-Men: Days of Future Past (2014)
- Una decisió perillosa (2014)
- Samba (2014)
- Jurassic World (2015)
- Adam Jones (2015)
- Inferno (2016)
- Chocolat (2016)
- Le Chant du loup (2019)
- Lupin (2021) Sèrie produïda per Netflix

## Premis i nominacions
Premis
- 2012. César al millor actor per Intocable